# Province de Camaná
La province de Camaná (en espagnol : Provincia de Camaná) est l'une des huit provinces de la région d'Arequipa, dans le sud du Pérou. Son chef-lieu est la ville de Camaná.

## Géographie
La province couvre une superficie de 3 846,49 km2. Elle est limitée au nord par les provinces de Condesuyos, Castilla et Caylloma, à l'est par les provinces d'Arequipa et d'Islay, au sud par l'océan Pacifique et à l'ouest par la province de Caravelí.

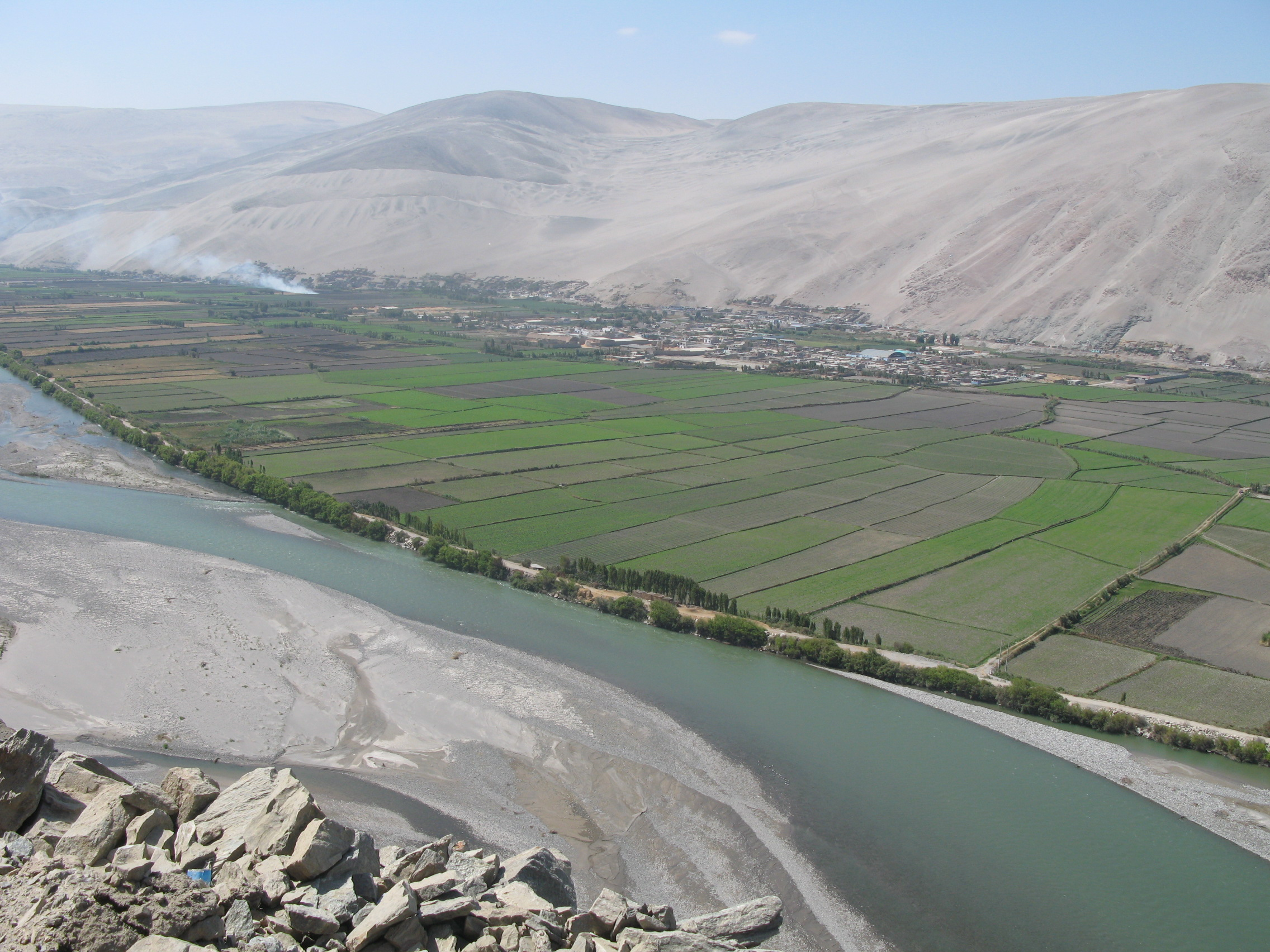
La rivière Ocoña avec la ville d'Ocoña en arrière-plan

## Population
La population de la province était estimée à 51 314 habitants en 2005.

## Subdivisions
La province est divisée en huit districts (en espagnol : distritos) :
- Camaná
- José María Quimper
- Mariano Nicolás Valcarcel
- Mariscal Cáceres
- Nicolás de Piérola
- Ocoña
- Quilca
- Samuel Pastor